# Ленина 2
Ленина 2 — поселок в Чернском районе Тульской области в составе Северного сельского поселения.

## География
Находится в юго-западной части Тульской области на расстоянии приблизительно 15 км на север-северо-восток по прямой от поселка Чернь, административного центра района.

## История
В 1926 году здесь (тогда поселок имени Ленина) было отмечено 5 дворов, в конце 1930-х годов — 141. В дальнейшем поселок разделился на Ленина 1 и Ленина 2.

## Население
Постоянное население составляло 25 человек (1926 год), 43 (русские 67 %) в 2002 году, 53 в 2010.